# Ґурдев Сінґг (хокеїст на траві)
Ґурдев Сінґг (12 серпня 1933 — 8 лютого 2024) — індійський хокеїст на траві.
Олімпійський чемпіон 1956 року.
Срібний призер Азійських ігор 1958, 1962 років.